# Actinote thalia
Espèce
Actinote thalia est une espèce de papillons de la famille des Nymphalidae (sous-famille des Heliconiinae).

## Taxinomie
Actinote thalia a été décrit par Carl von Linné en 1758 sous le nom de Papilio  thalia.

### Sous-espèces
- Actinote thalia thalia; présent en Guyane, en Guyana et au Suriname.
- Actinote thalia anteas (Doubleday, [1847]) au Mexique, au Guatemala, au Honduras et au Costa Rica, à Panama, au Venezuela et en Colombie
- Actinote thalia brettia Oberthür, 1917; présent en Colombie
- Actinote thalia byssa Oberthür, 1917; présent au Venezuela
- Actinote thalia cedestis Jordan, 1913;  en Équateur
- Actinote thalia crassinia (Hopffer, 1874); présent en Bolivie et au Pérou
- Actinote thalia eupelia Jordan, 1913; présent en Bolivie et en Argentine
- Actinote thalia suspecta Jordan, 1913;  en Équateur
- Actinote thalia terpsinoe (C. & R. Felder, 1862); présent  au Pérou[1].

## Description
C'est un très grand papillon aux ailes allongées et arrondies de couleur ocre foncé à marron suivant les sous-espèces avec une ornementation de taches aux ailes antérieures et aux ailes postérieures une partie claire avec des lignes soulignant les veines  soit en orange, soit en marron foncé.

## Biologie

### Plantes hôtes
Les plantes hôtes sont des Mikania.

## Écologie et distribution
Actinote thalia réside ; présent en Guyane, en Guyana, au Surinam, au Mexique, au Guatemala, au Honduras et au Costa Rica, à Panama, au Venezuela, en Équateur, en Colombie, en Bolivie, en Argentine et au Pérou.

### Biotope
Il réside dans les lieux où poussent des Mikania.